# Kazmer Pacsery
Kazmer Pacsery fue un deportista húnagro que compitió en esgrima, especialista en la modalidad de florete. Ganó cuatro medallas en el Campeonato Mundial de Esgrima entre los años 1955 y 1962.

## Palmarés internacional
| Campeonato Mundial | Campeonato Mundial       | Campeonato Mundial | Campeonato Mundial  |
| Año                | Lugar                    | Medalla            | Prueba              |
| ------------------ | ------------------------ | ------------------ | ------------------- |
| 1955               | Roma (Italia)            | Medalla de plata   | Florete por equipos |
| 1959               | Budapest (Hungría)       | Medalla de bronce  | Florete por equipos |
| 1961               | Turín (Italia)           | Medalla de plata   | Florete por equipos |
| 1962               | Buenos Aires (Argentina) | Medalla de plata   | Florete por equipos |